# Wojewódzki Zespół Zakładów Opieki Zdrowotnej Centrum Leczenia Chorób Płuc i Rehabilitacji w Łodzi
Wojewódzki Zespół Zakładów Opieki Zdrowotnej Centrum Leczenia Chorób Płuc i Rehabilitacji w Łodzi (także: Szpital Chorób Płuc im. bł. Ojca Rafała Chylińskiego) – wojewódzki szpital chorób płuc położony przy ul. Okólnej 181 w Łodzi (Łagiewniki), powstały w 1966 r., którego początki sięgają 1926 r.

## Historia
W 1926 r. Wydział Zdrowotności Publicznej w Łodzi otrzymał od nadleśnictwa budynek w Łagiewnikach kupiony od rodziny Heinzlów, w związku z czym 8 kwietnia 1926 r. podjęto decyzję o przeniesieniu tam o sanatorium dla lekko-gruźliczych w Chojnach i utworzeniu pięćdziesięciołóżkowego Sanatorium Przeciwgruźliczego. Umieszczono je w 3-kondygnacyjnym, murowanym budynku. Początkowo miało być czynne w okresie 5 miesięcy w roku od 2 maja do 1 października. Uroczyście otwarto i poświęcono je 28 listopada 1926 r., a w październiku 1927 r. przekształcono je w obiekt całoroczny. 22 września 1927 r. odbyła się ponowna ceremonia poświęcenia i otwarcia obiektu. 10 stycznia 1928 r. z inicjatywy doktora Seweryna Sterlinga) oraz Aleksandra Margolisa i Anny Margolis, podjęto decyzję o budowie w Łagiewnikach drewnianych pawilonów, pełniących funkcję sanatorium dla dzieci zagrożonych gruźlicą (tzw. prewentorium). Autorem projektu budynków był Wiesław Lisowski, a realizacji ich podjął się Wydział Budownictwa miasta Łodzi. Koszt budowy pawilonów wyniósł 75 000 zł. Prewentorium uruchomiono w 1929 r., które przyjmowało w okresie od 15 kwietnia do 15 października. Corocznie mogło przyjąć ono łącznie 500 dzieci (100 na turnus).
W trakcie II wojny światowej w pawilonach mieścił się szpital zakaźny dla polskich dzieci. 1 czerwca 1945 r. uruchomiono sanatorium ponownie – obejmowało ono 140 łóżek. We wrześniu 1945 r. uruchomiono również szkołę sanatoryjną, którą oficjalnie powołano 1 września 1946 r. oraz sanatoryjne państwowe przedszkole nr 25. W 1946 r. zorganizowano również sanatorium dla dzieci w wieku przedszkolnym i wczesnoszkolnym w pałacu Ludwika Heinzla. W 1952 r. na sanatorium zaadaptowano również  budynek po seminarium duchownym, w którym znalazły się łóżka dla 250 dzieci w wieku przedszkolnym. W 1954 r. dobudowano pawilon, w którym mieściło się 40 łóżek dla dzieci. Pomimo zwiększania się liczby łóżek sanatoryjnych, istniało duże zapotrzebowanie na leczenie gruźlicy wśród dzieci. Znaczny spadek chorych na gruźlicę odnotowano w 1963 r., a w 1964 r. już tylko połowa pacjentów sanatorium chorowała na gruźlicę, pozostali zaś na inne choroby płuc. 1 stycznia 1966 r. prewentorium przekształcono w Szpital Chorób Płuc z 258 łóżkami dla dorosłych, zmniejszając tym samym liczbę łóżek dla dzieci o 50%.
W latach 1946-1963 dyrektorką sanatorium byłą dr Anna Margolisowa

## Struktura organizacyjna
W ramach szpitala funkcjonują 2 izby przyjęć, a także oddziały:
- I Oddział Chorób Płuc i Alergii Układu Oddechowego
- Oddział Pulmonologii i Chemioterapii Nowotworów Płuc
- Oddział Anestezjologii i Intensywnej Terapii
- Oddział Chorób Układu Oddechowego dla Dzieci
- Oddział Chorób Wewnętrznych A
- Oddział Internistyczno-Kardiologiczny
- Oddział Neurologii[6]